# Синеух червен лори
Синеухият червен лори (Eos reticulata) е вид птица от семейство Папагалови (Psittaculidae). Видът е почти застрашен от изчезване.

## Разпространение
Видът е разпространен в Индонезия.